# Il professor Layton e lo scrigno di Pandora
Il professor Layton e lo scrigno di Pandora, conosciuto negli Stati Uniti come Professor Layton and the Diabolical Box (レイトン教授と悪魔の箱?, Reiton-kyōju to akuma no hako), è il secondo capitolo della saga, uscito in Giappone nel 2007 e solo nel 2009 negli Stati Uniti, in Europa e in Australia. Il 5 dicembre 2018 viene rilasciata in Giappone una versione HD per Android e iOS. Il 20 giugno 2019 quest'ultima viene rilasciata anche per il resto del mondo.
Il gioco parla del viaggio intrapreso dal professor Layton e dal suo apprendista Luke nel tentativo di risolvere il mistero di uno scrigno che porterebbe alla morte di chiunque lo apra. Questo gioco è il primo a ricevere il doppiaggio italiano dei personaggi, a differenza del primo che aveva il doppiaggio esclusivamente in giapponese e inglese. E poi dal luglio 2020 in Italia su Sky a Cartoon Network viene trasmessa la serie televisiva Layton e lo scrigno di Pandora — The Series creata dalla Nintendo nel 2011 in Giappone e trasmessa in Giappone per la prima volta il 4 marzo 2011 per poi essere trasmessa in Italia il giorno 8 giugno 2020

## Trama
Il professor Layton e Luke viaggiano su un treno, dove parlano dello scrigno degli Elisi, conosciuto anche come scrigno di Pandora, dal momento che si dice che causi la morte di chiunque lo apra. Qualche giorno prima Layton aveva ricevuto una lettera dal suo mentore, il dottor Schrader, in cui diceva di essere entrato in possesso dello scrigno. Layton e Luke gli avevano fatto visita, ma arrivati nella casa di Schrader il dottore era apparentemente morto e non aveva più lo scrigno. I due hanno notato che la stanza del dottore si trovava tutta a soqquadro, segno che qualcuno aveva tentato di rubare l'oggetto, e gli unici indizi erano un biglietto senza destinazione per un treno chiamato Molentary Express e dei frammenti di una foto, che però sono stati presi dall'ispettore Chelmey. Luke, il professore, Chelmey e il suo fedele connestabile, l'agente Barton, avevano quindi preso il Molentary Express per indagare meglio sul caso e scoprire dove porta il biglietto.
Sul treno, Layton e Luke fanno la conoscenza del proprietario della ferrovia, il signor Friederich Beluga, e di suo nipote, il capotreno Sammy Thunder. I due si ritrovano inoltre coinvolti nel caso di un cucciolo scomparso quando devono trovare Tom, il cane di Babette, una facoltosa passeggera, e nel ritrovarlo si accorgono di essere seguiti e trovano Flora. La ragazza, per paura di ritornare a stare da sola, ha deciso di andare con loro sul treno, con un piccolo travestimento, per non farsi notare. Per problemi di manutenzione il treno effettua una fermata in un piccolo paese di nome Dropstone, che proprio in quella giornata sta festeggiando il cinquantesimo anniversario dalla sua fondazione. Layton, Luke e Flora decidono di visitare il villaggio, e lì scoprono che Katia, la figlia del signor Anderson, sindaco del villaggio, sta pianificando di lasciare il paese all'insaputa del padre, con lo scopo di realizzare l'ultimo desiderio di sua nonna Sofia, la fondatrice di Dropstone, morta l'anno prima.
Mentre i tre stanno tornando al treno, Flora rimane indietro e, dopo essere stata vittima di un rapimento, si ricongiunge di nuovo con Luke e Layton. Poco dopo un esploratore racconta loro dell'esistenza di una città fantasma, raggiungibile solo con il Molentary Express, collegata con lo scrigno degli Elisi. Layton, Luke e Flora stanno per salire in carrozza, quando vedono anche Katia montarvi a bordo. Quando il treno riparte, i protagonisti decidono di imbarcarsi sulla carrozza di lusso del Molentary Express. Qui i tre si addormentano, mentre la carrozza di lusso cambia rotta e si dirige alla città fantasma di Folsense. I tre notano che la stazione è abbandonata, ma, dopo aver visto delle foto raffiguranti Folsense, vengono sommersi da uno strano gas, e notano che tutto il villaggio è illuminato da una misteriosa luce e pieno di vita. Flora, non sentendosi molto bene, decide di rimanere nell'hotel, mentre Luke e Layton decidono di visitare la città. Le loro indagini sullo scrigno non portano buoni frutti, ma scoprono che un tempo la città era sotto il governo del duca Herzen, il cui castello si trova sommerso in una foresta ai confini della città e si dice sia ora la dimora di un vampiro.
Layton e Luke chiedono a Chelmey di poter vedere la foto ritrovata nell'appartamento di Schrader, ma essa è andata perduta. Ripercorrendo i passi dell'ispettore i due trovano tutti i frammenti e scoprono che la foto raffigura il coperchio dello scrigno degli Elisi con un rilievo dorato a forma di ariete; tuttavia il pezzo centrale della foto vola via e con i pezzi rimasti sembra che il coperchio raffiguri invece una rana. Successivamente Chelmey, credendo di aver scoperto chi sia l'assassino di Schrader, riunisce tutti nell'hotel e dichiara che il colpevole sarebbe Sammy. Quando Flora osserva i pezzi rimanenti della foto, afferma che il coperchio dello scrigno raffigura un capretto, facendo insospettire Layton. Ella si smaschera, rivelando di essere in realtà Don Pablo, il quale si era sostituito alla ragazza a Dropstone, lasciandola al villaggio. Mentre fugge, Don Pablo lascia cadere a terra lo scrigno degli Elisi, così Luke e Layton decidono di aprirlo, scoprendo che in realtà lo scrigno non contiene nulla. Luke e Layton visitano quindi il museo degli Herzen dove scoprono che il duca possedeva una miniera fuori città e che era il padre di Beluga e di un altro figlio maggiore di nome Anton, il quale attualmente vive nel castello. I due decidono quindi di andare alla miniera di Folsense, e lì, grazie ai manoscritti dei vecchi minatori, scoprono che la città cinquant'anni prima era stata colpita da una terribile epidemia a seguito del ritrovamento di un nuovo minerale.
Fuori dalla miniera, Luke e Layton apprendono che Anton divenne duca in seguito alla morte di suo padre cinquant'anni fa. I due decidono allora di fare visita al castello degli Herzen. Arrivati a destinazione incontrano Anton, che stranamente ha lo stesso aspetto di quello una foto vista al museo risalente a cinquant'anni fa. Quella sera vengono catturati da Anton e rinchiusi in uno sgabuzzino: da come il duca si esprime sembra che egli possa essere un vampiro. Layton e Luke riescono a liberarsi e, mentre fuggono dal castello, notano un pozzo minerario sotto all'edificio, dal quale fuoriesce un gas tossico. Poco dopo incontrano Katia e insieme a lei cercano di scappare verso l'uscita, ma vengono fermati da Anton, che scambia Katia per la sua amata Sofia. Credendo che "Sofia" si sia innamorata di Layton, sfida quest'ultimo a un duello, ma il professore riesce a tenergli testa. A un certo punto Anton sta male: Katia e Layton gli rivelano la verità. Cinquant'anni prima i minatori liberarono accidentalmente un gas allucinogeno; così facendo molti abitanti si ammalarono, altri fuggirono dalla città, tra cui Sofia. Quest'ultima, nel periodo in cui abbandonò Folsense, era incinta della madre di Katia, ma non spiegò chiaramente la verità ad Anton: disse semplicemente di dover fuggire per l'incolumità di un'altra persona, cosa che il giovane Herzen fraintese credendo che Sofia amasse un altro uomo. Luke e Layton, una volta arrivati a Folsense, avendo respirato il gas, avevano immaginato tutta la città, basandosi sulle foto che erano esposte nella stazione diroccata.
Scoprire la verità fa però infuriare Anton, il quale provoca la distruzione del castello con un colpo di spada. Tutti riescono a fuggire in tempo e le macerie dell'antico edificio tappano il pozzo minerario; di conseguenza Folsense diventa di nuovo una città fantasma e Anton ritorna il vero uomo anziano che è sempre stato. Il duca rivela di essere l'ideatore della scatola, e che essa possiede un altro scompartimento speciale, che solo lui e Sofia sapevano aprire, dove lui aveva nascosto una lettera alla sua amata. Anton, riaprendo la scatola, scopre commosso che nello scompartimento si trova una lettera di risposta scritta da Sofia, prima della sua morte. Anton allora giura di passare gli ultimi anni della sua vita con Katia. Nella scena dopo i titoli di coda Luke, Layton e Flora (nel frattempo recuperata illesa a Dropstone) sono sul treno per tornare a Londra, quando il professore legge su un articolo di giornale che in realtà il dottor Schrader, dopo essere miracolosamente sopravvissuto all'esposizione del gas presente nello scrigno, si è risvegliato dal coma; Layton pertanto decide di andare a far visita al suo mentore. Viene poi mostrata un'immagine con Layton e Luke davanti a un orologio gigante.

## Modalità di gioco
In Il professor Layton e lo scrigno di Pandora, il giocatore segue i movimenti del professor Layton e del suo giovane assistente Luke attraverso diverse località. Il giocatore, oltre ad avere il compito di risolvere enigmi, deve anche esplorare diversi luoghi, per aiutare il professor Layton nella sua avventura.

## Personaggi principali
Professor Hershel Layton: Il protagonista di questa serie di videogiochi, famoso risolutore di enigmi e professore di archeologia alla Gressenheller University di Londra. Nel suo tempo libero studia i fossili e si allena con la scherma.
Luke Triton: Questo giovane ragazzo è l'assistente di Layton; per riuscire a diventare come il suo mentore lo segue ovunque.
Flora: Flora è una ragazza molto dolce che cerca sempre di aiutare Layton e Luke; la sua passione è la cucina, pur essendone una frana.
Ispettore Chelmey: Ispettore di Scotland Yard, anche se un po' burbero, aiuterà Layton a risolvere questo caso.
Connestabile Barton: Assistente dell'ispettore Chelmey. Cerca spesso di camuffare gli errori del superiore.
Friederich Herzen Beluga: fratello minore di Anton Herzen. In rapporti molto freddi col padre, a soli vent'anni decise di andarsene da Folsense con una parte del patrimonio e cambiando il cognome in Beluga, per poter costruire lo sfarzoso Molentary Express, diventando ricco. Nel gioco appare come un personaggio molto iroso e cerca lo scrigno degli Elisi per impadronirsi della fortuna degli Herzen.
Katia Anderson: Una misteriosa ragazza che aiuterà Layton e Luke a risolvere il mistero di Folsense, nonché figlia di Sir Anderson e nipote di Sofia e Anton. È anche la "narratrice" della vicenda, unico gioco della serie ad avere un personaggio secondario che fa da narratore.
Anton Herzen: Il duca di Folsense, ritenuto un vampiro immortale. Innamorato da sempre di Sofia, dalla quale si è dovuto dividere anni prima a causa del padre, il duca Herzen.
Don Pablo: Genio della meccanica, autoproclamatosi nemesi di Layton per motivi sconosciuti.
Sofia: La ragazza di cui era innamorato Anton.
Duca Herzen: Padre di Anton. Uomo, da quanto raccontato, arrogante e avido morto anni prima degli eventi del gioco. Ha aperto la miniera di Folsense, condannando lui e la città alla decadenza.

## Riconoscimenti
Dal 9 luglio 2008 il gioco ha venduto 815369 copie in Giappone secondo Famitsū. Il magazine ufficiale della Nintendo nel Regno Unito, ha aggiudicato al gioco un punteggio del 92% (e di conseguenza la Gold Medal Award), lodando il maggior numero di Enigmi, scene animate, e la voce di qualità. L'unica critica ricevuta da questo magazine, era il fatto che il gioco era parso molto ripetitivo. IGN ha considerato il gioco in un punteggio pari a 8,5. È stato poi rivelato il guadagno ufficiale del gioco in Europa, con vendite superiori a un milione e ventiseimila copie, entro settembre 2009.